# حزب کمونیست کارگری عراق
حزب کمونیست کارگری عراق (عربی: الحزب الشیوعی العمالی العراقی، آوانگاری: Hizb al-Shuyu'i al-'Ummali al-'Iraqi) یک حزب سیاسی مارکسیست در عراق و نیز در میان تبعیدیان عراقی است. سمیر عادل رهبر فعلی این حزب است. این حزب در ژوئیه ۱۹۹۳ از طریق ادغام چند گروه کمونیست تأسیس شد.
آن‌ها هم با صدام حسین و هم با دولت جدید به رهبری آمریکا مخالف بودند. در زمان رژیم بعث، این گروه مورد آزار و اذیت قرار گرفت و بنابراین در درجهٔ اول در منطقهٔ کردستان و خارج از کشور در انگلستان و استرالیا (جایی که از بنیانگذاران اتحاد سوسیالیست بودند) فعالیت می‌کرد.
این حزب در کردستان نیز مورد آزار و اذیت قرار گرفت و در سال ۲۰۰۰ پس از حملات متعدد اتحادیه میهنی کردستان مخفی شد.